# اختبار بابكوك

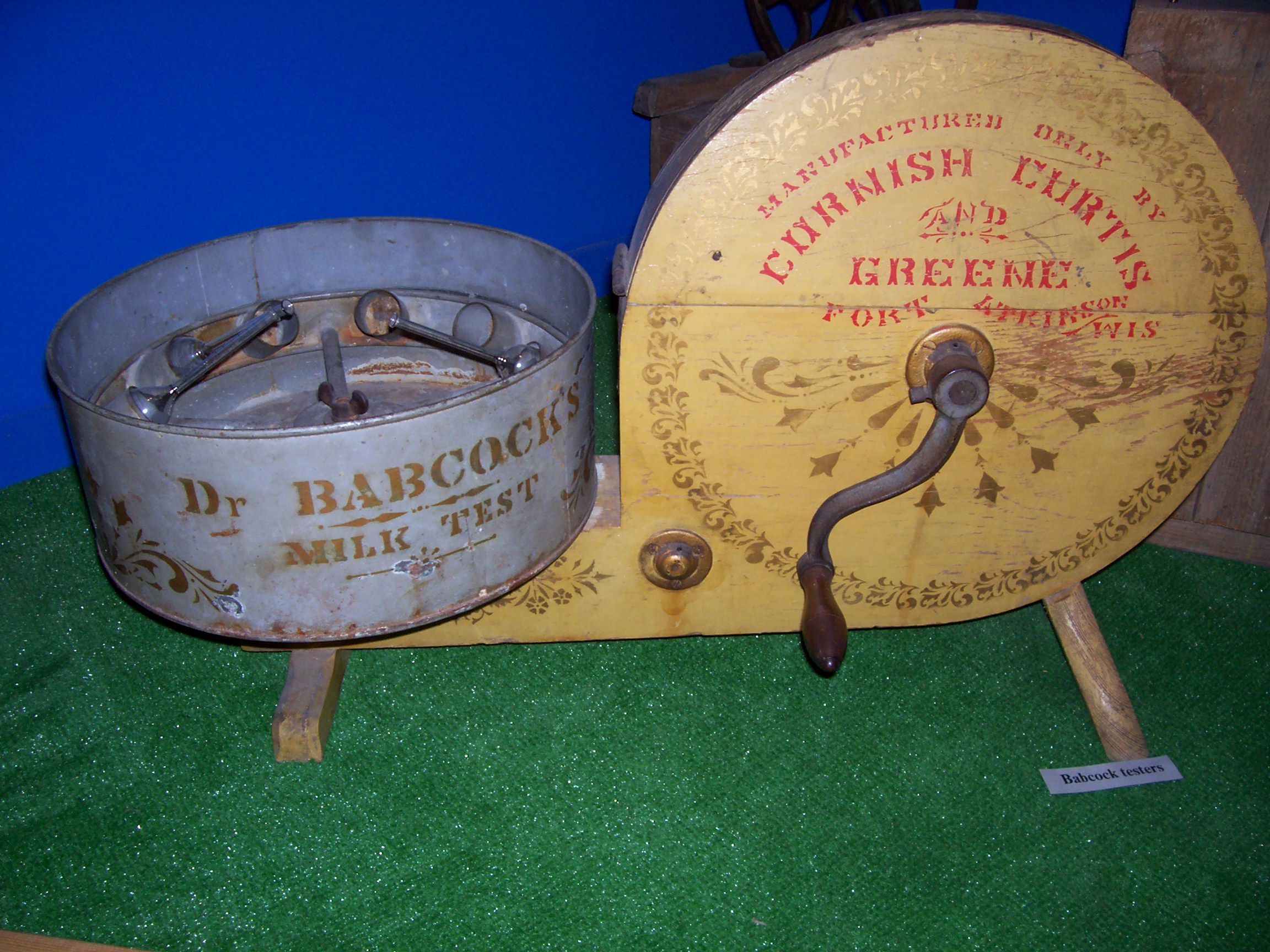
أداة لإجراء اختبار بابكوك.

اختبار بابكوك، يُجْرَى لتحديد نسبة الدُّهن في اللبن ومشتقاته.
ابتكره ستيفان مولتون بابكوك عام 1890 م.

## المصدر
- بابكوك، ستيفان مولتون - موسوعة المورد، منير البعلبكي، 1991 م